# Federico Balzaretti
Federico Balzaretti, né le 6 décembre 1981 à Turin en Italie, est un footballeur international italien évoluant au poste d'arrière gauche.

## Biographie

### En club

#### Torino
Surnommé Balzac par les supporters, pur produit turinois, Balzaretti est formé au poste d'arrière droit au Torino qu'il rejoint dès l'âge de 6 ans.
Il est jugé encore trop tendre pour intégrer l'équipe première,il est prêté deux saisons à l'AS Varèse en Serie C1 à 18 ans, puis une à Sienne en Serie B, à 20 ans, où il ne joue pas beaucoup.
Il revient dans son club formateur en 2002 et dispute son premier match de Serie A face à l'Inter Milan le 14 septembre 2002.
Mais c'est la saison suivante, à la suite de la relégation en deuxième division, qu'il s'impose réellement comme titulaire au poste d'arrière droit du Torino. 
En 2005, le club termine second du championnat à la différence de buts, avec autant de points qu'Empoli, et devait donc obtenir sportivement son billet pour la Serie A, mais faute de garanties financières ne peut obtenir sa promotion. Tous les joueurs sont libérés de leur contrat, afin d'assainir les finances de l'équipe, et sont ainsi libres de rejoindre la formation de leur choix.

#### Juventus
Le 17 août 2005, sans contrat, il signe gratuitement pour la Juventus, le rival turinois. Les supporters du Torino le vivent comme une trahison et lui en tiendront toujours rigueur, ils l'insultent depuis à chaque match qu'il dispute contre le Torino.
Cette saison, il découvre le haut niveau en disputant la Ligue des champions. Mais barré par la concurrence, et notamment par Gianluca Zambrotta, il ne dispute que 20 matches de championnat et 28 toutes compétitions confondues.
Le club remporte le Scudetto, mais ce titre lui est finalement retiré et la Juventus est relégué à la suite de l'affaire Moggi. Ironie du sort, son ancien club est, lui, promu en Serie A.
La saison suivante, à la suite du départ de nombreux cadres et plus particulièrement de Gianluca Zambrotta pour Barcelone, il gagne sa place de titulaire sous la houlette de Didier Deschamps. Il remporte la Serie B, malgré les 9 points de pénalités, aux côtés de David Trezeguet, Gianluigi Buffon et Alessandro Del Piero qui, par amour du club, sont restés malgré les sollicitations des autres clubs.

#### Fiorentina

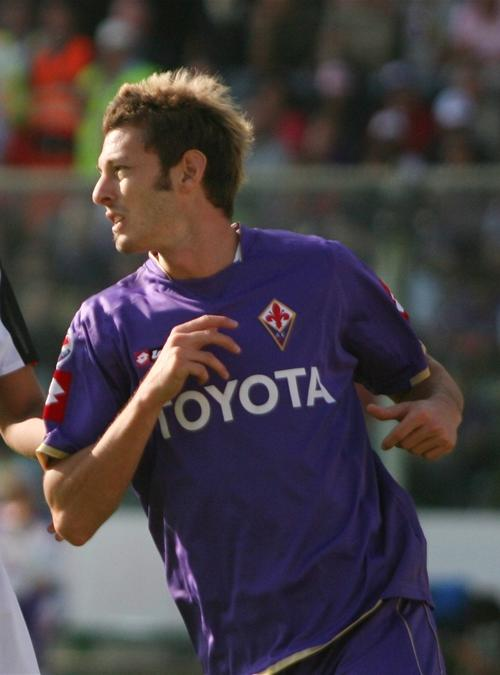
Federico Balzaretti sous le maillot de la Fiorentina.

Le 27 juin 2007, n'entrant pas dans les plans du nouvel entraîneur turinois Claudio Ranieri bien qu'il sorte d'une saison pleine, il part pour 3,8 millions d'euros à la Fiorentina.
Mais c'est une catastrophe sur le plan sportif : seulement 6 matches de championnat et 11 toutes compétitions confondues en 6 mois. L'entraîneur florentin Cesare Prandelli lui préfère Manuel Pasqual et Massimo Gobbi.

#### Palerme
Jouant très peu, le 26 janvier 2008, au mercato hivernal, Balzac fait ses valises pour les poser en Sicile, à l'US Palerme de Maurizio Zamparini pour 3,8 millions d'euros. Il y endosse le numéro 42 en l'honneur de son père né en 1942.
Le 2 février 2008, il dispute son premier match pour les roses et noirs face à Livourne (victoire 1 à 0 de Palerme).
Le 6 décembre 2009, il joue son centième match de Serie A lors de la 15e journée de championnat face à Cagliari (victoire 2 à 1 de Palerme).
Le 31 octobre 2010, face à la Lazio Rome (défaite 0 à 1), il dispute son 100e match sous les couleurs de Palerme et le 19 décembre 2010, face à Bari (match nul 1 partout) son 100e match de championnat.
C'est là qu'il vit ses plus belles années de footballeur en basculant sur le côté gauche de la défense rosanero. Il est, là-bas, adulé par les tifosi siciliens qui viendront, par exemple, assister à son mariage au nombre de cent. À ce nouveau poste il brille et s'impose comme un des meilleurs arrières gauches du championnat italien se montrant très utile en attaque et tranchant en défense. Maurizio Zamparini juge qu'il est le meilleur joueur de Palerme.

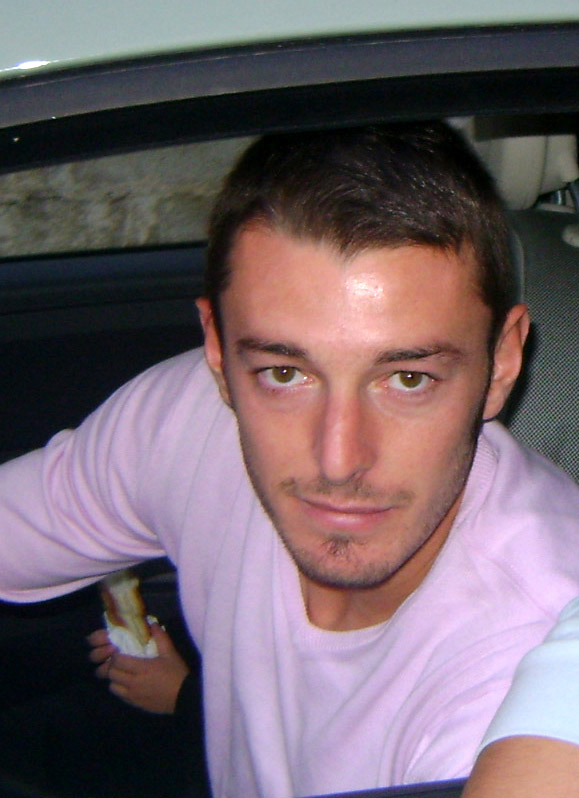
Federico Balzaretti à Palerme.

Le 6 décembre 2011, Balzaretti reçoit le trophée de meilleur joueur italien aux Oscars del calcio siciliano.

#### AS Rome
Le 31 juillet 2012, Federico Balzaretti refuse l'offre du SSC Naples et la prolongation de contrat offerte par l'US Palerme et signe contre 4,5 millions d'euros et 500 000 euros d'éventuels bonus à l'AS Rome.
Le 26 août 2012 il y fait sa première apparition lors de la première journée de Serie A face au Calcio Catane. Il est titularisé et les deux équipes se séparent sur un match nul (2-2).
Le 22 septembre 2013, Balzaretti marque son premier but avec l'AS Rome, lors du derby face à la Lazio de Rome. Il ouvre le score ce jour-là et son équipe s'impose par deux buts à zéro.
Une pubalgie le tient hors des terrains pendant près d'un an et demi. Il décide finalement de mettre fin à sa carrière professionnelle en août 2015.

### Sélection nationale
Membre important de l'équipe d'Italie des moins de 20 ans entre 2000 et 2002, il obtient quelques sélection en espoirs en 2002 de la part de Francesco Rocca.
S'imposant comme un des meilleurs arrières gauches italiens, le 17 novembre 2010, il fête sa première sélection en équipe d'Italie en tant que titulaire lors d'un match amical face en Roumanie (match nul 1-1) sous les ordres de Cesare Prandelli, avec qui il était pourtant en froid quelques saisons plus tôt à la Fiorentina.
Le 25 mars 2011, il dispute son premier match officiel lors des éliminatoires de l'Euro 2012 en étant titularisé face à la Slovénie (victoire de l'Italie 0-1). Il effectue une passe décisive pour Thiago Motta lors de ce match.
Régulièrement appelé par Cesare Prandelli, il est en concurrence avec Domenico Criscito en sélection pour le poste d'arrière gauche.
Le 29 mai 2012 il est retenu par le sélectionneur italien dans sa liste des 23 pour l'Euro 2012. Cesare Prandelli optant au début de la compétition pour un système en 3-5-2, Federico Balzaretti n'a pas sa place dans l'équipe. Mais l'entraîneur change ensuite son système pour un 4-4-2 et titularise l'arrière gauche pour le dernier match de poule décisif face à l'Irlande. L'Italie remporte ce match sur le score de 2 à 0 et se qualifie ainsi pour les quarts-de-finale de la compétition, Federico Balzaretti y signe une bonne performance. Il est de nouveau titularisé pour la rencontre de quart-de-finale face à l'Angleterre où il s'illustre notamment en effectuant un centre en retrait pour Alessandro Diamanti lors de la deuxième mi-temps de la prolongation, l'Italie remporte finalement ce match aux tirs au but. En demi-finale, pour affronter l'Allemagne, il est titularisé sur le flanc droit de la défense italienne afin de pallier la suspension de Christian Maggio et à la blessure d'Ignazio Abate, l'Italie remporte cette rencontre sur le score de 2 à 1 grâce à un doublé de Mario Balotelli et obtient ainsi son billet pour la finale. En finale il remplace Giorgio Chiellini qui sort sur blessure en début de match, l'Italie est défaite sur le score de 4 à 0 par l'Espagne.

## Statistiques
| Saison                | Club                  | Championnat           | Championnat | Championnat | Coupe(s) nationale(s) | Coupe(s) nationale(s) | Compétition(s) continentale(s) | Compétition(s) continentale(s) | Compétition(s) continentale(s) | Play-offs | Play-offs | Italie | Italie | Total | Total |
| Saison                | Club                  | Division              | M.          | B.          | M.                    | B.                    | Comp.                          | M.                             | B.                             | M.        | B.        | M.     | B.     | M.    | B.    |
| 1999-2000             | Varèse FC (prêt)      | Serie C1              | 17          | 0           | -                     | -                     | -                              | -                              | -                              | -         | -         | -      | -      | 17    | 0     |
| 2000-2001             | Varèse FC (prêt)      | Serie C1              | 27          | 0           | 2                     | 0                     | -                              | -                              | -                              | -         | -         | -      | -      | 29    | 0     |
| Sous-total            | Sous-total            | Sous-total            | 44          | 0           | 2                     | 0                     | -                              | 0                              | 0                              | 0         | 0         | 0      | 0      | 46    | 0     |
| 2001-2002             | AC Sienne (prêt)      | Serie B               | 16          | 0           | 4                     | 0                     | -                              | -                              | -                              | -         | -         | -      | -      | 20    | 0     |
| 2002-2003             | Torino Calcio         | Serie A               | 13          | 0           | 1                     | 0                     | -                              | -                              | -                              | -         | -         | -      | -      | 14    | 0     |
| 2003-2004             | Torino Calcio         | Serie B               | 39          | 0           | 0                     | 0                     | -                              | -                              | -                              | -         | -         | -      | -      | 39    | 0     |
| 2004-2005             | Torino Calcio         | Serie B               | 38          | 1           | 7                     | 0                     | -                              | -                              | -                              | 4         | 1         | -      | -      | 49    | 2     |
| Sous-total            | Sous-total            | Sous-total            | 90          | 0           | 8                     | 0                     | -                              | 0                              | 0                              | 4         | 1         | 0      | 0      | 102   | 1     |
| 2005-2006             | Juventus FC           | Serie A               | 20          | 0           | 4                     | 0                     | C1                             | 4                              | 0                              | -         | -         | -      | -      | 28    | 0     |
| 2006-2007             | Juventus FC           | Serie B               | 37          | 2           | 3                     | 0                     | -                              | -                              | -                              | -         | -         | -      | -      | 40    | 2     |
| Sous-total            | Sous-total            | Sous-total            | 57          | 2           | 7                     | 0                     | -                              | 4                              | 0                              | 0         | 0         | 0      | 0      | 68    | 2     |
| 2007-2008             | ACF Fiorentina        | Serie A               | 6           | 0           | 2                     | 0                     | C3                             | 3                              | 0                              | -         | -         | -      | -      | 11    | 0     |
| 2007-2008             | US Palerme            | Serie A               | 16          | 0           | 0                     | 0                     | -                              | -                              | -                              | -         | -         | -      | -      | 16    | 0     |
| 2008-2009             | US Palerme            | Serie A               | 33          | 0           | 1                     | 0                     | -                              | -                              | -                              | -         | -         | -      | -      | 34    | 0     |
| 2009-2010             | US Palerme            | Serie A               | 34          | 1           | 2                     | 0                     | -                              | -                              | -                              | -         | -         | -      | -      | 36    | 1     |
| 2010-2011             | US Palerme            | Serie A               | 33          | 2           | 4                     | 0                     | C3                             | 7                              | 0                              | -         | -         | 4      | 0      | 48    | 2     |
| 2011-2012             | US Palerme            | Serie A               | 27          | 0           | 0                     | 0                     | C3                             | 2                              | 0                              | -         | -         | 8      | 0      | 37    | 0     |
| Sous-total            | Sous-total            | Sous-total            | 143         | 3           | 7                     | 0                     | -                              | 9                              | 0                              | 0         | 0         | 12     | 0      | 171   | 3     |
| 2012-2013             | AS Rome               | Serie A               | 27          | 0           | 5                     | 0                     | -                              | -                              | -                              | -         | -         | 3      | 0      | 35    | 0     |
| 2013-2014             | AS Rome               | Serie A               | 10          | 1           | -                     | -                     | -                              | -                              | -                              | -         | -         | 1      | 0      | 11    | 1     |
| 2014-2015             | AS Rome               | Serie A               | 1           | 0           | -                     | -                     | -                              | -                              | -                              | -         | -         | 0      | 0      | 1     | 0     |
| Sous-total            | Sous-total            | Sous-total            | 38          | 1           | 5                     | 0                     | -                              | 0                              | 0                              | 0         | 0         | 4      | 0      | 47    | 1     |
| Total sur la carrière | Total sur la carrière | Total sur la carrière | 394         | 7           | 35                    | 0                     | -                              | 16                             | 0                              | 4         | 1         | 16     | 0      | 465   | 8     |

## Palmarès

### En club
| - Juventus - Serie B - Champion : 2007. |  | - US Palerme - Coupe d'Italie - Finaliste : 2011. |

### En sélection
| - Italie - Euro - Finaliste : 2012. |

## Reconversion
Après sa carrière de footballeur professionnel, Federico Balzaretti intègre la direction sportive de l'AS Roma, où il est responsable des joueurs prêtés à travers le monde, un rôle qu'il tient jusqu'à son départ du club, en juin 2019. 
À partir de 2019, il entame un master de management avec l'UEFA et le CDES de Limoges dans une promo qui réunit des grands noms tels Kaka, Didier Drogba ou Kim Källström. 
En parallèle Federico Balzaretti devient consultant pour la télévision. Il débute en 2015 avec Mediaset, puis, lors de l'Euro 2016 commente pour la Rai et enfin Fox Sports. À partir de 2019 et son départ de l'AS Roma, il devient homme de terrain pour DAZN, l'un des diffuseurs de la Série A. 
Comme il parle français couramment (il l'a étudié à l'école et est marié avec une danseuse étoile de l'Opéra de Paris), Federico Balzaretti est recruté en 2020 par RMC Sports pour intervenir sur la Ligue des champions.

## Vie privée
Federico Balzaretti est marié depuis juin 2011 avec Eleonora Abbagnato, danseuse étoile de l'Opéra de Paris. Son coéquipier en sélection Mattia Cassani est son témoin de mariage, mariage auquel cent supporters de Palerme assistent. Une fille prénommée Julia naît de cette relation en janvier 2012 et un garçon prénommé Gabriel en 2015. Il a deux autres filles Lucrezia et Ginevra nées d'une précédente relation.

## Source
- (it) Cet article est partiellement ou en totalité issu de l’article de Wikipédia en italien intitulé « Federico Balzaretti » (voir la liste des auteurs).